# Локня (Кролевецкий район)
Локня (укр. Локня) — село,
Локнянский сельский совет,
Конотопский район,
Сумская область,
Украина.
Код КОАТУУ — 5922685901. Население по переписи 2001 года составляло 569 человек .
Является административным центром Локнянского сельского совета, в который не входят другие населённые пункты.

## Географическое положение
Село Локня находится недалеко от истоков рек Быстра и Локня.
На расстоянии до 3-х км расположены сёла Яровое и Зарудье.
Вокруг села небольшие лесные массивы.
Рядом проходит автомобильная дорога Т-1907.

## Происхождение названия
Название Локня происходит от того, что люди, жившие здесь, были ткачами. Они ткали полотно и мерили на локоть, поэтому место их проживания назвали Локня.

## История
- Село Локня основано в середине XVII века.
- Село было основано около 500 лет назад. Северо-восточная часть была основана неким Спасским, а юго-западная – Мельником, людьми, которые убегали от польской шляхты, и угнетения украинской шляхты.
- Впервые Локня упоминается в документах 1653-1654 гг. во времена, когда Богдан Хмельницкий вел освободительную войну против польских панов, которым принадлежали эти земли. Относительно крепостничества, господами в этих местах были Багрийчук и Юрковская. Позже земли попали к князю Прозорову и помещику Шечику. Все село тогда разделялось на две общины. Одну из них составляли свободные люди – казаки, вторую – крепостные крестьяне.
- В 1918 г. банды гайдамаков часто грабили мирное население села, проводили погромы. Позднее село заняли деникинцы. Поэтому в селе решили создать отряд Красных партизан.
- В 1930-х началась коллективизация.
- На территорию села 2 сентября 1941 года вступили немецкие оккупанты. Партизаны из соединения Ковпака 23 мая 1942 года уничтожили карательный отряд немцев и полицаев в урочище Новая Локня.
- 2 сентября 1943 года село освободила Советская армия.

## Экономика
- ООО «Полесье».

## Объекты социальной сферы
- Детский сад.
- Школа I-II ст.
- Дом культуры.
- Фельдшерско-акушерский пункт.